# Филип Вилхелм Август фон дер Пфалц
Филип Вилхелм Аугуст фон Пфалц (на немски: Philipp Wilhelm August von der Pfalz; * 19 ноември 1668, Нойбург на Дунав; † 5 април 1693, Райхщат, Бохемия) е принц и пфалцграф на Нойбург.

## Живот
Той е 13-тото дете от 17 деца на курфюрст Филип Вилхелм фон Пфалц (1615 – 1690) и втората му съпруга Елизабет Амалия (1635 – 1709), дъщеря на ландграф Георг II фон Хесен-Дармщат.
Най-голямата му сестра Елеонора Магдалена Тереза е омъжена от 1676 г. за император Леополд I (1640 – 1705). След посещението му при братята му в Бреслау и сестра му във Виена, Филип Вилхелм Аугуст започва през 1689 г. своето пътуване в Италия.
На 29 октомври 1690 г. в Рауднитц той се жени за Анна Мария Франциска (1672 – 1741), дъщеря на херцог Юлий Франц от Херцогство Саксония-Лауенбург (1586 – 1665). След това започва военна служба.
Умира през 1693 г. на 24-годишна възраст от висока температура. Погребан е в църквата в Райхщат. Сърцето му почива в дворцовата църква в Нойбург на Дунав. Съпругата му се омъжва през 1697 г. за Джан Гастоне де Медичи, велик херцог на Тоскана.

## Деца
Филип и Анна Мария Франциска имат децата:
- Леополдина Елеонора (1691 – 1693)
- Мария Анна Каролина (1693 – 1751), омъжена 1719 г. за принц Фердинанд Баварски (1699 – 1738)